# Iona, Idaho
Iona är en ort i Bonneville County i delstaten Idaho, USA.